# Inhibitory konwertazy angiotensyny
Inhibitory konwertazy angiotensyny, ACEI (z ang. angiotensin-converting-enzyme inhibitors) – grupa leków stosowanych w terapii nadciśnienia tętniczego, niewydolności serca, choroby niedokrwiennej serca, cukrzycowej chorobie nerek i nefropatii nadciśnieniowej oraz cukrzycy i zespołu metabolicznego. Pierwszym ACEI wprowadzonym na rynek był kaptopryl. Od tego czasu w terapii znalazło miejsce kilkunastu przedstawicieli tej grupy. Mechanizm ich działania polega na hamowaniu aktywności enzymu konwertującego angiotensynę, a przez to wykazują działanie hipotensyjne, nefroprotekcyjne (hamują białkomocz i postęp niewydolności nerek), przeciwmiażdżycowe. Najczęstszym efektem ubocznym jest kaszel, rzadziej występują: niedociśnienie, hiperkaliemia, niewydolność nerek, obrzęk naczynioruchowy. ACEI są przeciwwskazane u kobiet w ciąży z uwagi na ich teratogenne działanie (kategoria D).
Obecnie leki te są stosowane na szeroką skalę, a skuteczność ich działania została potwierdzona w wielu badaniach klinicznych.

## Budowa chemiczna

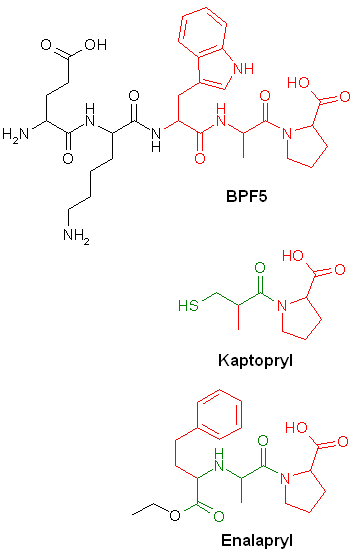
Sekwencja wyizolowana z jadu żararaki (kolor czerwony) i jej późniejsze przekształcenia w celu ustabilizowania struktury (kolor zielony)

Struktura chemiczna ACEI powoduje, że enzym konwertujący angiotensynę (ACE) łączy się z nimi, zamiast ze swoim naturalnym substratem – angiotensyną. Dzieje się tak na skutek podobieństw w budowie do angiotensyny. ACEI zawierają ugrupowanie wiążące cynk, którym może być grupa sulfhydrylowa, grupa karboksylowa lub reszta kwasu fosfinowego. Możliwość związania jonu Zn2+ jest niezbędna dla prawidłowego działania tych leków, cynk bierze bowiem udział w fizjologicznym wiązaniu angiotensyny do ACE.
Pierwsze ACEI powstały z wyekstrahowania z jadu żararaki pospolitej BPF5 (bradykinin-potentiating factor), peptydu zawierającego sekwencję tryptofan-alanina-prolina (kolor czerwony na grafice). Zarówno BPF, jak i wyizolowana sekwencja były bardzo niestabilne, dlatego głównym celem prowadzonych badań było ustabilizowanie struktury cząsteczki. Cel ten osiągnięto poprzez wprowadzenie kwasu bursztynowego czy pochodnych kwasu glutarowego (zielony kolor na grafice).

## Mechanizm działania
Działanie polega na hamowaniu enzymu konwertazy angiotensyny, który przekształca angiotensynę I (AT I) w angiotensynę II (AT II), i tym samym na zmniejszaniu poziomu AT II we krwi. W warunkach fizjologicznych angiotensyna II podnosi ciśnienie tętnicze krwi, głównie na skutek wazokonstrykcji oraz przez stymulację wydzielania aldosteronu w układzie renina-angiotensyna-aldosteron (RAA). Zahamowanie wydzielania aldosteronu powoduje zablokowanie resorpcji jonów Na+ w kanaliku dalszym nerki i, co za tym idzie, zwiększanie ich wydalania razem z wodą, czyli działanie moczopędne i hipotensyjne. Hamowanie syntezy AT II powoduje zatem spadek ciśnienia tętniczego. Wtórnie do mniejszego stężenia AT II obserwuje się również zmniejszenie stężenia amin katecholowych i wazopresyny.
Równocześnie zwiększa się poziom AT I, która w dużych stężeniach powoduje zwiększenie rozkurczającego wpływu tlenku azotu na naczynia krwionośne. Zwiększone uwalnianie NO warunkuje również działanie przeciwmiażdżycowe i ochronne na naczynia. NO, sam będąc wolnym rodnikiem wykazuje działanie "wymiatacza wolnych rodników", co ma znaczenie w patomechanizmie miażdżycy (hamowanie aktywności makrofagów, wytwarzanie białek adhezyjnych).
Działanie ACEI powoduje również zahamowanie rozkładu bradykininy (wykazującej działanie rozszerzające naczynia) do nieaktywnych metabolitów.

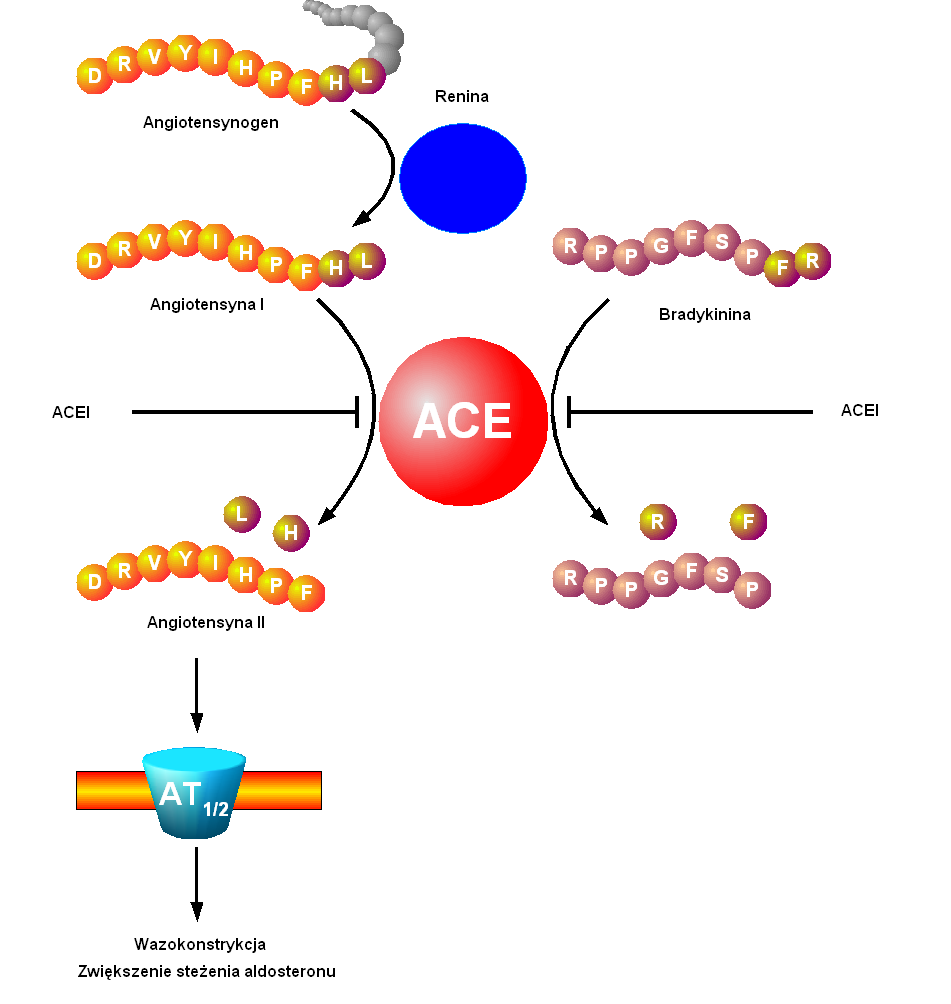
Mechanizm działania inhibitorów konwertazy angiotensyny

W ostatnich badaniach sugeruje się również wpływ ACEI na fibrynolizę, poprzez hamowanie syntezy i wydzielania PAI-1, oraz zmniejszanie stosunku molarnego PAI-1/tPA.
Blokowanie syntezy AT II, zwiększanie syntezy NO i prostacykliny powoduje działanie antyagregacyjne ACEI.
Sugeruje się również, że ACEI mogą działać modyfikująco na aktywność niektórych genów odpowiedzialnych za onkogenezę, hamować proliferację i inwazję komórek nowotworowych, migrację komórek śródbłonka, angiogenezę, spowalniać wzrost guza i powstawanie przerzutów.

## Historia

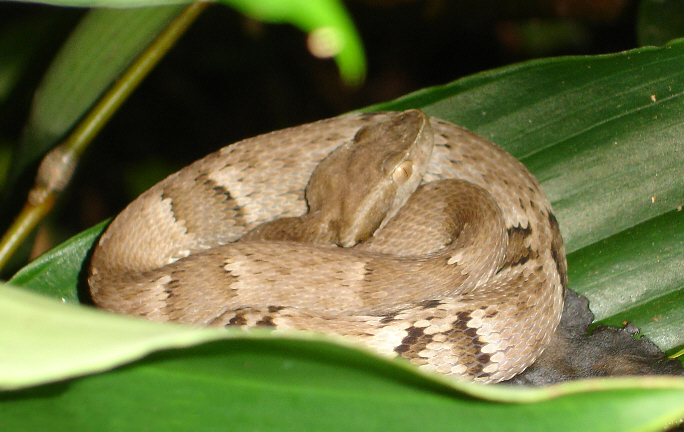
Żararaka pospolita

W 1949 roku Maurício Rocha e Silva odkrył, że z osoczowej globuliny przy udziale proteaz zawartych w jadach żmij brazylijskich tworzy się substancja silnie rozszerzająca naczynia krwionośne i powodująca skurcz mięśniówki gładkiej. Substancję tę nazwał bradykininą. Jego uczeń, Sérgio Henrique Ferreira, podczas pobytu na stypendium w Londynie w 1965 roku ustalił, że po podaniu do wyizolowanych płuc świnek morskich wyciągu z jadu żararaki pospolitej bradykinina nie ulega w nich dezaktywacji. Ów nieznany czynnik zawarty w jadzie nazwał bradykinin-potentiating factor (BPF). Wydzielił potem z niego najaktywniejszą formę – BPF5 (pentapeptyd zawierający prolinę). John Vane odkrył później, że również in vivo krążenie płucne zawiera układ enzymatyczny niszczący bradykininę, który jest unieczynniany przez BPF. Został on nazwany enzymem konwertującym angiotensynę (ACE – angiotensin-converting enzyme). ACE został po raz pierwszy odkryty w surowicy w 1956 roku przez Leonarda T. Skeggsa. Mick Bakhle, przy współudziale Vane'a i Ferreiry, ustalił, że BPF nie tylko hamuje rozpad bradykininy, ale także powoduje dezaktywację konwersji angiotensyny I do angiotensyny II, jest więc inhibitorem ACE.
Miguel Ondetti, wraz ze współpracownikami z firmy Squibb, w 1971 roku wyodrębnił z jadu żmii nonapeptyd zawierający prolinę o aktywności ACEI (teprotyd). W 1974 roku podano go po raz pierwszy choremu na nadciśnienie tętnicze. Pierwszym doustnym inhibitorem ACE został kaptopryl (1975). Został on zaaprobowany przez amerykańską Agencję Żywności i Leków w 1981 roku. Dwa lata później zsyntetyzowano pierwszy ACEI niezawierający grupy sulfhydrylowej – enalapryl. Do czasów dzisiejszych wypuszczono na rynek kilkanaście różnych ACEI, różniących się budową i właściwościami farmakokinetycznymi.

## Stosowanie
ACEI są lekami pierwszego rzutu w leczeniu niewydolności serca. Powodują zmniejszenie śmiertelności ogólnej, częstości hospitalizacji i rehospitalizacji. Poprawiają tolerancję wysiłku i hamują aktywację neurohormonalną. Szczególnie zaleca się je w terapii osób z objawową niewydolnością serca z dysfunkcją skurczową lewej komory (a także w przypadku bezobjawowej niewydolności u osób z frakcją wyrzutową < 40–45%). Leczenie powinno się rozpoczynać od minimalnej dawki, a następnie zwiększać ją do maksymalnej tolerowanej.
Są podstawowymi lekami w terapii nadciśnienia tętniczego, zwłaszcza ze współistniejącą niewydolnością krążenia i cukrzycą. Istotą ich działania hipotensyjnego jest zmniejszanie oporu obwodowego. Powodują również hamowanie przerostu lewej komory serca, cofanie się przebudowy naczyń, poprawę czynności tętnic wieńcowych. Zmniejszają częstość hospitalizacji i zgonów spowodowanych niewydolnością krążenia wtórną do nadciśnienia tętniczego. Zaleca się stosowanie preparatów długo działających, jednak w przypadku dużych dawek wskazany może być podział na dwie dawki.
W terapii stabilnej choroby niedokrwiennej serca poprawiają tolerancję wysiłku oraz zmniejszają prawdopodobieństwo wystąpienia zawału serca i niestabilnej dławicy. Efekt ten osiągają poprzez swoje działanie hipotensyjne, przeciwdziałanie powstawaniu blaszki miażdżycowej, zmniejszenie obciążenia wstępnego i następczego, działanie antyagregacyjne i przeciwarytmiczne, zapobieganie przebudowie serca. ACEI mają szczególne zastosowanie w leczeniu zawału serca ściany przedniej ze współistniejącą niewydolnością krążenia. Należy je włączyć w terminie do 36 godzin od wystąpienia zawału. Zapobiegają postępowi niewydolności, poszerzeniu lewej komory i przebudowie mięśnia serca. Poprawiają klasę czynnościową. Zmniejszają śmiertelność.
ACEI są skuteczne w leczeniu nefropatii nadciśnieniowej i cukrzycowej chorobie nerek. Obniżają ciśnienie tętnicze, zmniejszają białkomocz, zwalniają zwiększanie kreatyninemii i opóźniają wystąpienie schyłkowej niewydolności nerek. Powodują również obniżenie ciśnienia śródkłębuszkowego, zmniejszenie przepuszczania kłębuszków, hamowanie proliferacji mezangium, opóźnianie stwardnienia tętniczek nerkowych a także uszkodzenia cewek i tkanki śródmiąższowej. ACEI należy włączać do terapii już na etapie nieznacznego uszkodzenia czynności nerek.
W przypadku cukrzycy hamują rozwój powikłań sercowo-naczyniowych i nerkowych poprzez działanie przeciwmiażdżycowe, kardio- i nefroprotekcyjne oraz korzystny wpływ na funkcję śródbłonka. Powodują również zwiększenie wrażliwości na insulinę, hamowanie wątrobowego klirensu insuliny, zwiększają przepływ krwi przez trzustkę, działają przeciwzapalnie. Dzięki temu mogą zapobiegać rozwojowi cukrzycy oraz odgrywają istotną rolę w leczeniu zespołu metabolicznego.
Wśród innych zastosowań ACEI wymienia się również leczenie miażdżycy zarostowej tętnic (poprzez działanie przeciwmiażdżycowe), prewencję pierwotnego udaru mózgu u pacjentów z nadciśnieniem tętniczym, zmniejszanie częstości występowania migotania przedsionków (zwłaszcza na tle niewydolności krążenia). Próbuje się również stosować je w terapii nadciśnienia płucnego i choroby Raynauda. Trwają również badania nad zastosowaniem ACEI w prewencji i leczeniu raka sutka i nowotworów żeńskich narządów rodnych.

### Rejestracja
W Polsce zarejestrowanych jest obecnie w terapii (stan na 2008 rok) dwanaście ACEI.
| | Nadciśnienie tętnicze | Niewydolność serca | Ostra faza zawału serca | Stabilna choroba wieńcowa | Prewencja wtórna udarów mózgu | Choroby nerek* |
| --- | --------------------- | ------------------ | ----------------------- | ------------------------- | ----------------------------- | -------------- |
| Kaptopryl | T                     | T                  | T                       | N                         | N                             | N              |
| Enalapryl | T                     | T                  | N                       | N                         | N                             | T              |
| Benazepryl | T                     | T                  | N                       | N                         | N                             | T              |
| Chinapryl | T                     | T                  | N                       | N                         | N                             | N              |
| Cilazapryl | T                     | T                  | N                       | N                         | N                             | N              |
| Fozynopryl | T                     | T                  | N                       | N                         | N                             | N              |
| Lizynopryl | T                     | T                  | T                       | N                         | N                             | T              |
| Imidapryl | T                     | N                  | N                       | N                         | N                             | N              |
| Moeksypryl | T                     | N                  | N                       | N                         | N                             | N              |
| Peryndopryl | T                     | T                  | N                       | T                         | T                             | N              |
| Ramipryl** | T                     | T                  | T                       | T                         | N                             | T              |
| Trandolapryl | T                     | T                  | T                       | N                         | N                             | N              |
| * Dokładne wyjaśnienia znajdują się w artykułach o poszczególnych lekach. ** Dodatkowym wskazaniem dla ramiprylu jest prewencja zgonu, zawału serca i udaru mózgu, konieczności rewaskularyzacji u osób po 55. roku życia ze współistniejącymi powikłaniami w postaci choroby niedokrwiennej serca (przebyty zawał serca, niestabilna dusznica bolesna, przebyte CABG lub PTCA), choroby naczyń obwodowych, udaru mózgu czy cukrzycy (ze współistniejącymi czynnikami ryzyka w postaci: nadciśnienia tętniczego, wysokiego poziomu cholesterolu całkowitego, niskiego poziomu HDL, palenia tytoniu, mikroalbuminurii – przynajmniej jeden z wymienionych czynników) |                       |                    |                         |                           |                               |                |

### Dzieci i młodzież
U dzieci wskazaniami do stosowania ACEI są: nadciśnienie tętnicze u pacjentów w prawidłową filtracją kłębuszkową, przewlekła niewydolność krążenia i przewlekłe choroby nerek (z nadciśnieniem lub bez).
Nadciśnienie tętnicze
Głównymi przyczynami nadciśnienia tętniczego u dzieci są choroby nerek i naczyń nerkowych. W okresie dorastania zaczyna przeważać nadciśnienie pierwotne. ACEI są lekami pierwszego rzutu, zarówno jako preparaty hipotensyjne, jak i nefroprotekcyjne. Najlepiej przebadanymi ACEI u dzieci są kaptopryl i enalapryl.

U noworodków preferowany jest kaptopryl z uwagi na krótki czas półtrwania (niebezpieczeństwo przedłużonej hipotonii i rozwoju ostrej niewydolności nerek przy dłuższym zablokowaniu układu RAA). Początkowa dawki wynosi 1 mg/kg mc, maksymalna 6 mg/kg mc w 2–4 dawkach.

U niemowląt i młodszych dzieci nadal dominują choroby nerek jako przyczyna nadciśnienia tętniczego. ACEI są lekami z wyboru w przypadku śródmiąższowych chorób nerek (w tym nefropatii refluksowej). Dzięki większej dojrzałości układu RAA względem noworodków, nie dochodzi do przedłużonej hipotonii, ale częściej obserwowano infekcje układu oddechowego związane z przedłużonym kaszlem. Najczęściej stosuje się kaptopryl i enalapryl. W przypadku koarktacji aorty u dzieci operowanych dowiedziono, że stosowanie enalaprylatu zmniejsza okres pobytu na oddziale intensywnej opieki.

U dzieci starszych przeważa nadciśnienie pierwotne, a ACEI są również lekami pierwszego wyboru.
Przewlekłe choroby nerek
ACEI w chorobach nerek u dzieci są polecane jako leki obniżające ciśnienie, działające protekcyjnie na nerki oraz mające działanie antyproteinuryczne.

Efekt nefroprotekcyjny uwidacznia się poprzez obniżenie ciśnienia wewnątrzkłębuszkowego i hamowanie działania endoteliny oraz TGFβ1 powodujące zmniejszenie białkomoczu i zwolnienie postępu niewydolności nerek. ACEI działają nefroprotekcyjnie nawet przy niedostatecznym obniżeniu ciśnienia tętniczego, samo zmniejszenie białkomoczu wywiera taki wpływ. Lepsze efekty osiąga się przy jak najszybszym włączeniu leku do terapii. Często stosuje się połączenia ACEI z sartanami. Obecnie uważa się, że leczenie nefroprotekcyjne powinno się utrzymywać nawet u dzieci z przewlekłą niewydolnością nerek w stadium 5. Pozwala to na zachowanie szczątkowej funkcji nerek zapewniającej prawidłowy wzrost.

Ograniczeniami w stosowaniu ACEI u dzieci z przewlekłymi chorobami nerek są: możliwość zwiększenia stężenia potasu i nadmiernego zmniejszenia GFR (zwłaszcza u pacjentów z zespołem hemolityczno-mocznicowym), zmniejszenie sekrecji erytropoetyny i nasilenie niedokrwistości. ACEI mają także ograniczone zastosowanie w uszkodzeniach cewki proksymalnej (np. zespół Fanconiego) przebiegających z białkomoczem, w związku z dużym ryzykiem hipotensji.
Choroby serca
ACEI są podstawowymi lekami stosowanymi w kardiologii dziecięcej. Znajdują zastosowanie w leczeniu przewlekłej niewydolności serca, a zwłaszcza kardiomiopatii rozstrzeniowej. Wykazano także korzystny wpływ w przypadku kardiomiopatii będącej powikłaniem leczenia cytostatycznego (antracykliny).

## Działania niepożądane
Najczęstszym objawem ubocznym stosowania ACEI jest kaszel o charakterze przewlekłym, suchym, nieproduktywnym. Szacuje się częstość jego występowania na 10–20%. Jego wystąpienie jest niezależne od dawki leku. Ustępuje po zaprzestaniu podawania ACEI (zwykle po około miesiącu). Częściej występuje u pacjentów leczonych ACEI z powodu niewydolności serca niż nadciśnienia tętniczego. Bardziej narażone są kobiety oraz przedstawiciele rasy czarnej i żółtej.

Kaszel po podaniu ACEI jest wynikiem zwiększenia stężenia bradykininy i substancji P w drogach oskrzelowych na skutek zmniejszenia aktywności konwertazy angiotensyny (ma ona podobną budowę do kininazy II, która rozkłada bradykininę), chociaż niektórzy autorzy kwestionują znaczenie tych substancji w wywoływaniu kaszlu. Zwiększenie stężenia bradykininy powoduje bezpośrednią indukcję kaszlu poprzez podrażnienie włókien C (powodują również nasilenie produkcji śluzu), oraz pośrednią – dzięki zwiększeniu syntezy prostaglandyn, pobudzeniu mastocytów do produkcji histaminy i substancji chemotaktycznych. Powoduje to powstanie reakcji zapalnej w drzewie oskrzelowym. Substancja P jako neurotransmiter we włóknach C może indukować skurcz oskrzeli.

W przypadku braku możliwości stosowania ACEI na skutek uporczywego kaszlu sugeruje się zamianę na sartany. W niektórych przypadkach korzyść stosowania ACEI przeważa nad ich działaniem ubocznym. Tradycyjne leki przeciwkaszlowe w terapii kaszlu wtórnego do ACEI są nieskuteczne. Niektóre badania dowodzą przydatności kromonów (zwłaszcza nedokromilu sodu) jako leków stabilizujących błonę mastocytów. Próbuje się również stosować baklofen (zmniejsza spastyczność mięśni szkieletowych, hamuje uwalnianie substancji P), teofilinę (hamowanie uwalniania substancji P, działanie przeciwzapalne), sulindak i indometacynę (poprzez hamowanie aktywności cyklooksygenazy – zmniejszenie wydzielenia bradykininy), inhibitory syntazy tromboksanu (pikotamid), suplementację żelaza.
Innym działaniem niepożądanych stosowania ACEI jest niedociśnienie. Szczególnie zagrożeni są pacjenci z ciężką niewydolnością krążenia, zwężeniem tętnicy nerkowej, hiponatremią, hipowolemią, wyjściowo niskim ciśnieniem tętniczym, dużą aktywnością reninową osocza, leczonych diuretykami i lekami rozszerzającymi naczynia, w podeszłym wieku. Stosunkowo niewielkie ryzyko niedociśnienia występuje w przypadku stosowania peryndoprylu. W przypadku znacznego spadku ciśnienia mogą występować bóle dławicowe czy zaburzenia rytmu serca, a u chorych ze znacznym ryzykiem – zawał serca czy udar mózgu.
ACEI mogą nasilać niewydolność nerek lub powodować ostrą niewydolność nerek poprzez zmniejszenie filtracji kłębuszkowej. Inhibitory konwertazy angiotensyny należy podawać szczególnie ostrożnie u pacjentów odwodnionych, z ciężką, zastoinową niewydolnością krążenia, obustronnym zwężeniem tętnic nerkowych lub zwężeniem tętnicy nerkowej jedynej czynnej nerki (w obu tych przypadkach ACEI są przeciwwskazane).
Hiperkaliemia może być objawem postępującej niewydolności nerek, a także wynikać z jednoczesnego stosowania ACEI oraz leków zatrzymujących potas w organizmie (spironolakton, eplerenon, amiloryd, triamteren) lub samego potasu.
Groźnym dla życia objawem ubocznym ACEI może być obrzęk Quinckego. Występuje zazwyczaj w pierwszych miesiącach stosowania leku. Jest spowodowany zwiększeniem stężenia bradykininy i hamowaniem inhibitora składowej C1 dopełniacza. Wystąpienie obrzęku krtani jest stanem zagrożenia życia. Genetyczna predyspozycja do wolniejszej degradacji bradykininy może zwiększać ryzyko obrzęku Quinckego.
Stosowanie ACEI jest przeciwwskazane u kobiet w ciąży z uwagi na ich teratogenne działanie. Wykazano, że podawanie leku w trakcie II lub III trymestru zwiększa częstotliwość występowania u płodu wad ośrodkowego układu nerwowego, niewydolności nerek, dysgenezji nerek, małowodzia, przetrwałego przewodu tętniczego, zahamowania wzrostu, zaburzeń układu kostnego czy hipoplazji płuc. Wyniki badań odnośnie do stosowanie ACEI w pierwszym trymestrze ciąży są niejednoznaczne, aczkolwiek ostatnio przeważa opinia, że również w tym okresie należy unikać ich stosowania.
Do innych rzadkich działań ubocznych należą: zaburzenia żołądkowo-jelitowe, męczliwość, znużenie, zaburzenia równowagi, zaburzenia snu, szum w uszach, bóle i zawroty głowy, kurcze mięśniowe, reakcje skórne, nadwrażliwość na światło, zaburzenia smaku, uczucie suchości w ustach, zaparcia, biegunki, zapalenie jamy ustnej i języka, wyciek z nosa, zapalenie oskrzeli, eozynofilowe zapalenie płuc, duszność, ginekomastia, zaburzenia czynności wątroby, zapalenie trzustki, fałszywie dodatni wynik testu na ANA, przyspieszenie OB, zapalenie stawów i mięśni, gorączka, zapalenie naczyń, eozynofilia, a w przypadku kaptoprylu neutropenia (odnotowano też spadek pozostałych elementów morfotycznych krwi – pancytopenia), białkomocz.
Inhibitory konwertazy angiotensyny w przeciwieństwie do leków przeciwnadciśnieniowych – na przykład blokerów kanałów wapniowych, nieselektywnych beta-blokerów i diuretyków – nie powodują zaburzeń erekcji.

## Przeciwwskazania
Do bezwzględnych przeciwwskazań stosowania ACEI należą: obustronne zwężenie tętnic nerkowych (lub zwężenie tętnicy nerkowej jedynej czynnej nerki), obrzęk angioneurotyczny, uczulenie, ciężka hiperkaliemia w przebiegu zaawansowanej PNN, ciąża, schyłkowa niewydolność nerek (przy GFR < 15 ml/min). Niedociśnienie, łagodna hiperkaliemia czy hiperkreatyninemia nie są bezwzględnymi przeciwwskazaniami (konieczność prowadzenia stałego monitoringu). Uważa się również, że nie należy stosować ACEI przy zwężeniu aorty.
Należy zachować ostrożność w stosowaniu ACEI u kobiet w wieku rozrodczym niestosujących antykoncepcji. Część ACEI może przenikać do kobiecego pokarmu, dlatego u matek karmiących piersią należy zachować szczególną ostrożność w podawaniu leków (niezbędna jest konsultacja lekarska przed wprowadzeniem leku).

## Podział
W zależności od struktury chemicznej ACEI można podzielić na:
- leki zawierające grupę sulhydrylową (kaptopryl, zofenopryl, rentiapryl)
- leki zawierające grupę karboksylową (benazepryl, enalapryl, lizynopryl, chinapryl, ramipryl, trandolapryl, peryndopryl)
- leki zawierające grupę fosfinową (fozynopryl)

Ze względu na farmakinetykę ACEI dzieli się:
- leki dostępne w postaci czynnej, które ulegają dalszym przemianom w organizmie (kaptopryl, alacepryl, altiopryl)
- proleki ulegające transformacji w organizmie do substancji aktywnych (enalapryl, cilazapryl, chinapryl, benazepryl, peryndopryl, ramipryl, delapryl, fosinopryl, spirapryl, trandolapryl, zofenopryl)
- lizynopryl – nie podlega przemianom w organizmie i ulega wydaleniu z moczem w formie niezmienionej

Inhibitory ACE występują również w formie naturalnej jako produkty rozpadu kazeiny i serwatki (kazokininy i laktokininy). Ich rola w kontroli ciśnienia tętniczego jest nieznana. Wykazano, że tripeptydy Val-Pro-Pro i Ile-Pro-Pro wytwarzane przez probiotyk Lactobacillus helveticus mają aktywność ACEI.

## Farmakokinetyka
| Lek          | Metabolit             | Dostępność biologiczna | Wiązanie z białkami osocza | Wiązanie z białkami osocza | Tmax    | Tmax      | Efektywny T1/2 | Wskaźnik T/P | Wydalanie   |
| ------------ | --------------------- | ---------------------- | -------------------------- | -------------------------- | ------- | --------- | -------------- | ------------ | ----------- |
| Lek          | Metabolit             | Dostępność biologiczna | Prolek                     | Metabolit                  | Prolek  | Metabolit | Efektywny T1/2 | Wskaźnik T/P | Wydalanie   |
| Benazepryl   | Benazeprylat          | 16%                    | 96%                        | 96%                        | 0,5 h   | 1–4 h     | 10–11 h        | 50%          | nerki, żółć |
| Chinapryl    | Chinaprylat           | 60%                    | 97%                        | 97%                        | 1 h     | 2 h       | 1–3 h          | 50%          | nerki, kał  |
| Cilazapryl   | Cizalaprylat          | 60%                    | –                          | 3%                         | 2 h     | 3 h       | 9 h            | 62%          | nerki       |
| Enalapryl    | Enalaprylat           | 40%                    | 40–50%                     | 40–50%                     | 1 h     | 3–4 h     | 11 h           | 55%          | nerki       |
| Fozynopryl   | Fozynoprylat          | 32–38%                 | –                          | 95%                        | –       | 2–3 h     | 5 h            | b.d.         | nerki, kał  |
| Imidapryl    | Imidaprylat           | 70%                    | 85%                        | 53%                        | 2 h     | 7 h       | 24,8           | b.d.         | nerki, kał  |
| Kaptopryl    | disiarczek kaptoprylu | 49–76%                 | 20–30%                     | –                          | 1–1,5 h | –         | 3 h            | 38%          | nerki       |
| Lizynopryl   | brak                  | 29–50%                 | 0%                         | –                          | 6 h     | –         | 12,6 h         | 38–60%       | nerki, kał  |
| Peryndopryl  | Peryndoprylat         | 65–75%                 | 55–65%                     | 10–20%                     | 1 h     | 3–4 h     | 9–11 h         | 75–100%      | nerki       |
| Ramipryl     | Ramiprylat            | 50–60%                 | 73%                        | 56%                        | 1 h     | 2–4 h     | 13–17 h        | 50–60%       | nerki, kał  |
| Trandolapryl | Trandolaprylat        | 40–60%                 | –                          | 94%                        | 3–4 h   | 4–6 h     | 15–25 h        | 50–90%       | nerki, kał  |

Farmakokinetyka poszczególnych przedstawicieli grupy ma praktyczne znaczenie w terapii. Dostępność biologiczna zwykle nie ulega zmniejszeniu w zależności od przyjmowanego pokarmu. Wyjątkami są kaptopryl i moeksypryl, których wchłanianie z przewodu pokarmowego zostaje dość istotnie zaburzone w obecności pokarmu. Zaleca się podawanie ich na pusty żołądek. Większość ACEI jest wydalanych przez nerki. W przypadku ich niewydolności należy zmodyfikować ich dawkowanie. Fozynopryl, zofenopryl i trandolapryl są wydalane również przy udziale wątroby, należy unikać ich stosowania przy niewydolności tego narządu (lekami wtedy zalecanymi są kaptopryl czy lizynopryl, które nie wymagają aktywacji w wątrobie). Najszybciej z ustroju eliminowany jest kaptopryl, ma najkrótszy czas działania. Najwolniej – trandolapryl, czy peryndopryl.
Metabolitów ACEI nie należy podawać doustnie z uwagi na ich niską wchłanialność z przewodu pokarmowego. Po podaży dożylnej powodują szybki efekt hipotensyjny. Jedynym zarejestrowanym preparatem jest enalaprylat.
Ostatnio podnosi się różnice w powinowactwie poszczególnych ACEI do osoczowej i tkankowej frakcji konwertazy angiotensyny. Sugeruje się, że leki wykazujące większą aktywność w stosunku do frakcji tkankowej posiadają szersze spektrum działania i lepsze działanie hipotensyjne. Wydaje się, że stosunkowo największe powinowactwo do konwertazy tkankowej wykazuje chinapryl.

## Interakcje i łączenie terapii

Kaptopryl

Diuretyki pętlowe, tiazydy i spironolakton
- synergizm w działaniu hipotensyjnym umożliwiający podawanie mniejszych dawek obu leków
- hamowanie odczynowej hiperreninemii wtórnej do leków moczopędnych
- zwiększanie efektu natriuretycznego (wydzielanie sodu przez nerki) leków moczopędnych
- zwiększenie wrażliwości ACEI u pacjentów z nadciśnieniem tętniczym i niską aktywnością reninową osocza
- u pacjentów z ciężką niewydolnością krążenia (NYHA III i IV) połączenie ACEI, diuretyków pętlowych i spironolaktonu zmniejsza śmiertelność[62]
- przeciwdziałanie efektom niepożądanym diuretyków: hipokaliemii, hiperurykemii oraz hiperglikemii
- większe ryzyko hipotonii (zwłaszcza przy hiponatremii i hipowolemii) i hiperkaliemii (przy diuretykach "oszczędzających" potas – spironolakton, amiloryd, triamteren)
- przy ciężkiej niewydolności krążenia i zmianach w nerkach (obustronne zwężenie tętnicy nerkowej) jednoczesne stosowanie diuretyków i ACEI może prowadzić do zmniejszenia filtracji kłębuszkowej i rozwoju niewydolności nerek
- kaptopril w połączeniu z furosemidem może zmniejszać jego działanie natriuretyczne i diuretyczne poprzez zmniejszenie sekrecji furosemidu w kanaliku proksymalnym[63]
- połączenie enalaprylu i hydrochlorotiazydu u starszych pacjentów z nadciśnieniem może skutkować zwiększeniem stężenia enalaprilatu (aktywnego metabolitu enalaprilu) poprzez zmniejszenie filtracji kłębuszkowej[64]

Beta-blokery

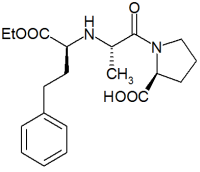
Enalapryl

- zarówno beta-blokery (karwedilol[65], metoprolol[66], bisoprolol[67]), jak i ACEI zmniejszają śmiertelność w niewydolności serca. Przy ich jednoczesnym stosowaniu największe korzyści odnoszą pacjenci z genotypem DD ACE (polimorfizm genu odpowiedzialnego za większą aktywację układu RAA)[68]
- połączenia ACEI z beta-blokerami w terapii nadciśnienia tętniczego wykazują synergizm w działaniu, ale mniejszy niż ma to miejsce w przypadku diuretyków i ACEI (większy u pacjentów z wyższym stężeniem reniny)
- jednoczesne stosowanie leków może wywoływać hipotonię
- nie wykazano dotychczas znaczącego wpływu na farmakokinetykę

Digoksyna
- przeciwdziałanie hipotonii w początkowym okresie stosowania ACEI
- poprzez wpływ na gospodarkę sodowo-potasową i aktywność układu adrenergicznego ACEI przeciwdziałają komorowym zaburzeniom rytmu w przebiegu stosowania digoksyny
- ACEI wzmacniają wpływ digoksyny na umiarowienie nadkomorowych zaburzeń rytmu
- poprawiają rzut serca
- połączenie kaptoprilu z digoksyną może zwiększać stężenie tej drugiej w osoczu u pacjentów z ciężką niewydolnością krążenia na skutek zmniejszenia jej klirensu[69]. Inne badania tego nie potwierdzają[70].
- ACEI mogą zwiększać stężenie digoksyny poprzez wpływ na pogorszenie niewydolności nerek

Antagonisty kanału wapniowego

Fozynopryl

- wzmocnienie działania hipotensyjnego, zwłaszcza w przypadku długo działających ACEI (ramipryl, peryndopryl) oraz antagonistów wapnia (amlodypina, felodypina)
- ACEI łagodzą niepożądane objawy antagonistów wapnia (obrzęki, bóle głowy) nw wyniku ich działania antyadrenergicznego i parasympatykotonicznego
- korzystny wpływ na nerki u chorych z cukrzycową chorobą nerek i nefropatią nadciśnieniową[71] – zmniejszenie albuminurii i zwolnienie progresji niewydolności nerek
- u pacjentów z prawidłową funkcją nerek, nadciśnieniem i cukrzycą hamują rozwój mikroalbuminurii[72]
- nie wykazano dotychczas znaczącego wpływu na farmakokinetykę

Antagonisty receptora angiotensyny II
- wzmocnienie działania hipotensyjnego[73]
- hamowanie przerostu lewej komory serca u pacjentów z nadciśnieniem[74]
- połączenie terapii walsartanem i ACEI zmniejsza ryzyko hospitalizacji z powodu niewydolności serca, a także spowalnia remodeling lewej komory[75]

Nitraty
- zmniejszenie tolerancji na nitraty poprzez inaktywację układu RAA (w trakcie stosowania nitratów dochodzi do odruchowego pobudzenia układu RAA i w efekcie działania proskurczowego na naczynia przeważającego nad rozszerzającym efektem stosowania nitratów) a także, w przypadku kaptoprilu, poprzez substytucję brakujących grup tiolowych[76][77]

Niesteroidowe leki przeciwzapalne (NLPZ)
- zmniejszenie białkomoczu u chorych z zespołem nerczycowym[78]
- hamowanie działania cyklooksygenazy przez NLPZ prowadzi do zatrzymania w organizmie wody i sodu, a przez to działa przeciwstawnie do ACEI[79] – najsilniej działanie hipotensyjne osłabiają indometacyna[80] i naproksen. Małe dawki kwasu acetylosalicylowego (ASA) nie wpływają na działanie hipotensyjne ACEI.
- zmniejszenie przepływu nerkowego, a przez to zmniejszenie wydalania ACEI i zwiększenie ich stężenia w osoczu
- w niektórych przypadkach skojarzenie ACEI z NLPZ może wywołać ostrą niewydolność nerek[81]
- u pacjentów z niewydolnością serca duże dawki kwasu acetylosalicylowego (300 mg/d) w połączeniu z ACEI mogą zwiększać częstość hospitalizacji. Przeprowadzone badania nie dały jednak jednoznacznego wyjaśnienie tego zjawiska, poza tym w terapii przeciwzakrzepowej u takich pacjentów stosuje się mniejsze dawki ASA, których wpływu nie zbadano[82].

Cyklosporyna
- u pacjentów leczonych cyklosporyną po przeszczepieniu nerki dołączenie do terapii ACEI zwiększa ryzyko wystąpienia ostrej niewydolności nerek[83][84]

Sole litu
- obserwowano przypadki ataksji, dyzartrii, drżenia czy dezorientacji u pacjentów stosujących węglan litu i ACEI. Objawy spowodowane były zwiększeniem stężenia litu w surowicy, na skutek zmniejszenia filtracji kłębuszkowej i stężenia sodu w kanaliku proksymalnym[85]. Ustępowały po zaprzestaniu podawania ACEI.

Leki hipoglikemiczne
- ACEI są lekiem pierwszego rzutu u pacjentów z nadciśnieniem i cukrzycą – hamują rozwój nefropatii[86] i wywierają korzystne działanie metaboliczne
- możliwość wystąpienia hipoglikemii u pacjentów leczonych insuliną[87] na skutek zwiększenia wrażliwości na nią. Podobne przypadki opisywano również w przypadku glibenklamidu i innych pochodnych sulfonylomocznika[88].

Statyny
- hamowanie progresji przewlekłej niewydolności nerek[89]

Allopurynol
- opisywano przypadki wystąpienia gorączki, mialgii czy artralgii[90], a także zespołu Stevensa-Johnsona u pacjenta z niewydolnością nerek[91]

Cymetydyna
- możliwe wystąpienie powikłań neurologicznych u pacjentów stosujących jednocześnie cymetydynę i kaptopril[92]

Leki zobojętniające sok żołądkowy
- powyższe leki mogą obniżać dostępność biologiczną kaptoprilu[93]

Środki stosowane w znieczuleniu ogólnym
- obserwowano przypadki ciężkiej hipotonii[94]

## Badania kliniczne
| Liczba pacjentów                                                                                            | Czas trwania       | Opis | Wyniki |
| --- | ------------------ | --- | --- |
| Captopril Prevention Project CAPPP                                                                          |                    | | |
| 10985 | 6,1 lat (średnio)  | W badaniu przeprowadzonym w 275 ośrodkach w Szwecji i Finlandii wzięli udział pacjenci (bez różnicy w płci) w wieku 25–66 lat z nadciśnieniem tętniczym. Miało ono dowieść wpływu leczenia kaptoprilem u ww. chorych na zmniejszenie śmiertelności z powodu powikłań sercowo-naczyniowych w porównaniu z grupą nieobjętą terapią ACEI (beta-blokery, diuretyki). | Badanie nie dowiodło znaczących różnic w zmniejszeniu śmiertelności z powodu powikłań sercowo-naczyniowych pomiędzy grupą z kaptoprilem a nieobjętą terapią ACEI. Jednakże wykazano (w przypadku kaptoprilu) zmniejszenie częstości występowania cukrzycy. |
| Swedish Trial in Old Patients with Hypertension-2 STOP-2                                                    |                    | | |
| 6614 | 5 lat              | Badanie dotyczyło pacjentów w wieku 70–84 lat, podzielonych na dwie grupy. Jedna otrzymywała ACEI (enalapril, lizinopril) oraz nowszą generację blokerów kanałów wapniowych (felodypina, isradypina). Drugiej podawano starsze leki hipotensyjne (beta-blokery, diuretyki). Badanie przeprowadzono w 300 ośrodkach w Szwecji. | Nie wykazano różnicy w skuteczności obniżenia ciśnienia, ani zmniejszenia częstości występowania zgonów (spowodowanych udarem mózgu, zawałem serca czy innymi powikłaniami sercowo-naczyniowymi) w obu grupach. |
| Australian National Blood Pressure-2 ANBP-2                                                                 |                    | | |
| 6083 | 4,1 lat (średnio)  | Badanie dotyczyło pacjentów w wieku 65–84 lat z nadciśnieniem tętniczym. Porównywało terapię enalaprilem w porównaniu z hydrochlorotiazydem. Punktem końcowym był incydent sercowo-naczyniowy, lub zgon z jakiejkolwiek innej przyczyny. | U pacjentów leczonych enalaprilem zaobserwowano mniejszą częstość występowania zgonów i incydentów sercowo-naczyniowych. |
| Antihypertensive and Lipid Lowering Treatment to Prevent Heart Attack Trial ALLHAT                          |                    | | |
| 42418 | 4,9 lat (średnio)  | Badanie dotyczyło pacjentów powyżej 55. roku życia z nadciśnieniem tętniczym (łagodnym lub umiarkowanym) ze współistniejącym co najmniej jednym czynnikiem ryzyka rozwoju choroby niedokrwiennej serca (przebyty zawał serca lub udar mózgu w okresie dłuższym niż 6 miesięcy od momentu objęcia badaniem, przerost lewej komory serca, współwystępowanie cukrzycy typu 2, palenie tytoniu, HDL < 0,91 mmol/l, choroba tętnic obwodowych). Porównywano pacjentów leczonych amlodypiną, lizynoprylem i doksazosyną w porównaniu z chlortalidonem. Głównym punktem końcowym był zgon z powodu choroby wieńcowej, lub zawał serca niepowikłany zgonem. Badanie ALLHAT jest dotychczas największym jakie przeprowadzono w nadciśnieniu tętniczym. | Nie wykazano znaczących różnic pomiędzy lekami z poszczególnych grup na wystąpienie głównego punktu końcowego. Stosowanie chlortalidonu wiązało się z mniejszym ryzykiem wystąpienia niewydolności serca, udaru mózgu i incydentów sercowo-naczyniowych. Badanie stało się podstawą do wytycznych amerykańskich w kwestii leczenia nadciśnienia tętniczego – jako lek pierwszego rzutu rekomenduje się diuretyki. Kwestionuje się jednak metodologię, między innymi dużą populację Afroamerykanów objętych badaniem, którzy są oporni na stosowanie ACEI. |
| Anglo-Scandinavian Cardiac Outcomes Trial ASCOT                                                             |                    | | |
| 19257 | 5,5 lat (średnio)  | Badanie porównywało standardowe leczenie nadciśnienia tętniczego (beta-bloker + diuretyk) z nowoczesną strategią (antagonista kanału wapniowego + ACEI) u pacjentów w wieku 40–79 lat, bez przebytego zawału serca i klinicznych cech choroby niedokrwiennej serca, ze współistniejącymi co najmniej trzema czynnikami ryzyka sercowo-naczyniowego. Punktem końcowym był zawał serca niezakończony zgonem lub zgon z powodu choroby niedokrwiennej serca. | U pacjentów leczonych połączeniem antagonisty wapniowego i ACEI zaobserwowano zmniejszenie liczby incydentów sercowo-naczyniowych, śmiertelności całkowitej i nowych przypadków cukrzycy. Wykazano również większe obniżenie ciśnienia w tej grupie. |
| Cooperative North Scandinavian Enalapril Survival Study CONSENSUS                                           |                    | | |
| 253 | 0,5 roku           | Badanie przeprowadzono wśród pacjentów z ciężką niewydolnością serca (NYHA IV). Podawano im enalapril i placebo. | Wykazano znaczne zmniejszenie (40%) śmiertelności wśród pacjentów przyjmujących enalapril. |
| Studies of Left Ventricular Dysfunction SOLVD                                                               |                    | | |
| 6797 | 12 lat             | Badanie dotyczyło wpływu enalaprilu na śmiertelność, umieralność i jakość życia u pacjentów z dysfunkcją lewej komory (≤ 35% frakcji wyrzutowej). | Zaobserwowane zmniejszenie śmiertelności u pacjentów zażywających enalapril. |
| Survival and Ventricular Enlargement Trial SAVE                                                             |                    | | |
| 2200 | 3,5 lat            | Pacjentom z pozawałową, małą frakcją wyrzutową, bez objawowej niewydolności serca podawano kaptopril i placebo. | Badanie wykazało zmniejszenie śmiertelności i umieralności z powodu incydentów sercowo-naczyniowych a także zmniejszenie rozwoju niewydolności serca. |
| Fourth International Study of Infarct Survival ISIS-4                                                       |                    | | |
| 58050 |                    | Pacjentów w pierwszej dobie po zawale serca poddawano terapii przy użyciu kaptoprilu i placebo (przez 1 miesiąc), mononitratu i placebo (przez 1 miesiąc) oraz 24-godzinnego wlewu siarczanu magnezu. | Badanie wykazało, że kaptopril podany w pierwszej dobie po zawale redukuje śmiertelność po 5 tygodniach. |
| Gruppo Italiano per lo Studio della Sopravvivenza nell'Infarto Miocardico GISSI-3                           |                    | | |
| 19394 | 2 lata             | Pacjentom po zawale serca podawano lizynopril, nitraty w systemie transdermalnym oraz ich kombinacje. | Badanie wykazało zmniejszenie śmiertelności po 6 tygodniach u osób poddanych terapii lizynoprilem. |
| Trandolapril Cardiac Evaluation TRACE                                                                       |                    | | |
| 1749 | 2 lata             | W badaniu stosowano trandolapril u chorych ze świeżym zawałem mięśnia serca i dysfunkcją skurczową lewej komory. | Wykazano zmniejszenie całkowitej śmiertelności, śmiertelności z powodu powikłań sercowo-naczyniowych, nagłych śmierci i rozwoju ciężkiej niewydolności krążenia u pacjentów przyjmujących trandolapril. |
| Acute Infarction Ramipril Efficacy AIRE                                                                     |                    | | |
| 2006 | 15 miesięcy        | Chorzy po świeżym zawale serca, z objawami niewydolności serca, przyjmowali ramipryl w dawce 2,5–5 mg/d i placebo. Lek włączano w 3.–10. dniu po zawale i kontynuowano podawanie przez średnio 15 miesięcy (minimum 6 miesięcy). | U pacjentów przyjmujących ramipryl zauważono istotne statystycznie zmniejszenie śmiertelności. |
| Heart Outcomes Prevention Evaluation Study HOPE                                                             |                    | | |
| 9541 | 5 lat              | Do badania zakwalifikowano osoby po 55 roku życia z dużym ryzykiem sercowo-naczyniowym (choroba niedokrwienna serca, przebyty udar mózgu, miażdżyca tętnic obwodowych, cukrzyca (z dodatkowym czynnikiem ryzyka w postaci: nadciśnienia tętniczego, palenia tytoniu, zwiększenie stężenia cholesterolu całkowitego, obniżonego stężenia HDL lub mikroalbuminurii). Kryterium wykluczającym były: niewydolność serca lub upośledzona czynność skurczowa lewej komory, wcześniejsze przyjmowanie ACEI, niekontrolowane nadciśnienie tętnicze, jawna nefropatia, zawał serca lub udar mózgu w ciągu ostatnich 4 tygodni. Chorym podawano ramipryl w dawce 10 mg/d oraz placebo.                                                                  | U osób przyjmujących ramipryl zaobserwowane znamienne statystycznie zmniejszenie ryzyka zgonu z przyczyn sercowo-naczyniowych, zawału serca i udaru mózgu. Nie zmniejszał częstości hospitalizacji z powodu niestabilnej choroby niedokrwiennej serca czy niewydolności serca. Należy też stwierdzić, że osoby przyjmujące ramipryl otrzymywały również inne leki o potwierdzonej już skuteczności, jak leki beta-adrenolityczne, kwas acetylosalicylowy czy leki hipolipemizujące.                                                                       |
| The European trial on reduction of cardiac events with perindopril in stable coronary artery disease EUROPA |                    | | |
| 12218 | 3,4 lata (średnio) | W badaniu porównywano peryndopryl w dawce 8 mg/d z placebo u pacjentów ze stabilną chorobą niedokrwienną serca bez objawowej niewydolności serca. | Pacjenci przyjmujący peryndopryl byli mniej narażeni na zgon z powodu powikłań sercowo-naczyniowych, zawał serca, czy nagłe zatrzymanie krążenia zakończone skuteczną resuscytacją. |
| Prevention of Events with Angiotensin-Converting Enzyme Inhibition PEACE                                    |                    | | |
| 8290 | 4,8 lat            | W badaniu uczestniczyli pacjenci z chorobą niedokrwienną serca w postaci przebytego zawału serca, wszczepienia pomostów aortalno-wieńcowych, po przezskórnej interwencji wieńcowej, czy ze zwężeniem > 50% tętnicy wieńcowej w koronarografii z zachowaną frakcją wyrzutową lewej komory (> 40%). Podawano im trandolapryl i placebo. | Badanie nie wykazało wyższości trandolaprylu nad placebo w redukcji częstości występowania punktu końcowego (zgon z przyczyn sercowo-naczyniowych, zawał serca niezakończony zgonem, rewaskularyzacja naczyń wieńcowych). |